# West Adelaide SC
West Adelaide SC – australijski klub piłkarski z siedzibą w Adelaide. W latach 1977–1986 oraz w sezonach 1989–90, 1991–92 i 1998–99 klub występował w krajowej lidze National Soccer League (NSL), zdobywając mistrzostwo kraju w roku 1978. Obecnie klub występuje w lidze FFSA State League.
West Adelaide SC została założona w roku 1962, w wyniku połączenia zespołów West Adelaide Soccer Club (założony w 1910) oraz Hellenic Athletic & Soccer Club (założony w roku 1945 jako Olympic Soccer Club).

## Osiągnięcia

### Krajowe
- Mistrz NSL (1): 1978.

### Stanowe
- Mistrz South Australian 1st Division (10): 1966, 1968, 1969, 1971, 1973, 1976, 1987, 1989, 1990, 1991.
- Mistrz South Australian 2nd Division (1): 1982.
- Zdobywca South Australian Federation Cup (3): 1964, 1967, 1999.
- Zdobywca South Australian SF Premier Cup  (4): 1987, 1988, 1989, 1990.
- Zdobywca South Australian Ampol Cup (11): 1964, 1968, 1970, 1971, 1972, 1975, 1976, 1979, 1982, 1988, 1993.
- Zdobywca South Australian Coca-Cola Cup (7): 1970, 1974, 1975, 1976, 1986, 1987, 1988.